# Universitat de Strathmore
La Universitat de Strathmore és una universitat privada amb seu a Nairobi, Kenya. Obrí el 1961 esdevenint la primera universitat multi-racial i multi-religiosa que oferia assignatures de lletres i ciències. Fou impulsada per un grup de professionals que van crear una associació benèfica que segueix ajudant i que ara s'anomena Strathmore Educational Trust. Sant Josepmaria Escrivà, fundador de l'Opus Dei, els va animar a fer la universitat. L'actual vice-canceller de la universitat és el professor John Odhiambo. La Strathmore University Foundation dona suport a la universitat fomentant les aliances amb altres institucions internacionals, mantenint el contacte amb els antics alumnes i finançant la investigació.

## Història
El març de 1966, la primera promoció d'estudiants de Comptabilitat, que eren un grup de 25, van començar-se a preparar pels exàmens de certificació de la Gran Bretanya pels comptables que ofereix l'ACCA. Aquests primers estudiants de Comptabilitat estigueren ser esponsoritzats per les empreses Shell de l'Est d'Àfrica, British American Tobacco i East African Breweries. En aquest moment la Universitat de Strathmore era l'única on quatre institucions estaven plenament integrades per oferir un programa acadèmic i cursos professionals de manera conjunta.
A l'octubre del 1982, l'escola va començar cursos de comptabilitat als vespres per facilitar l'accés als treballadors. Hi hagué uns 60 estudiants patrocinats per diverses empreses. Uns anys després, el 1986, donant resposta a una demanda empresarial, el govern de Kenya va fer una donació de 5 acres (20,000 m2) de terra a la carretera Ole Sangale, a l'estat de Madaraka. La Unió Europea (UE) i el govern italià van acordar donar suport al projecte de campus a Madaraka. El donants van demanar que s'oferissin cursos d'Administració i Comptabilitat a través de la Universitat de Kianda. Derrick Mureithi va acordar dur a terme els seus cursos professionals en el nou campus de Madaraka.
La construcció del nou campus va començar el setembre de 1989. Mentrestant, el gener de 1991, el Centre de Tecnologia de la informació va començar al Campus de Nairobi de Lavington per fer cursos d'informàtica a través de l'Institut per l'administració de sistemes d'informació. El gener del 1992 es va obrir un Centre d'aprenentatge a distància per oferir cursos per correspondència en Comptabilitat a estudiants que no poden assistir a les classes.
El gener de 1993 es van fusionar les universitats de Strathmore i Kianda i es van traslladar al carrer Ole Sangale, a l'estat de Madaraka. L'agost del 2002, la comissió educativa estatal va lliurar a Strathmore una carta per operar com a universitat amb una Facultat de Comerç i una Faultat de Tecnologies de la Informació. El 2008, Strathmore va rebre el permís per esdevenir plenament una universitat. Des de llavors s'ha iniciat la Strathmore Business School, amb una connexió acadèmica amb altres escoles de negocis, incloent l'IESE i Escola de negocis Harvard.